# Ağtala
Ağtala è un comune dell'Azerbaigian situato nel distretto di Xaçmaz. Conta una popolazione di 377 abitanti.